# Distretto di Fengtai

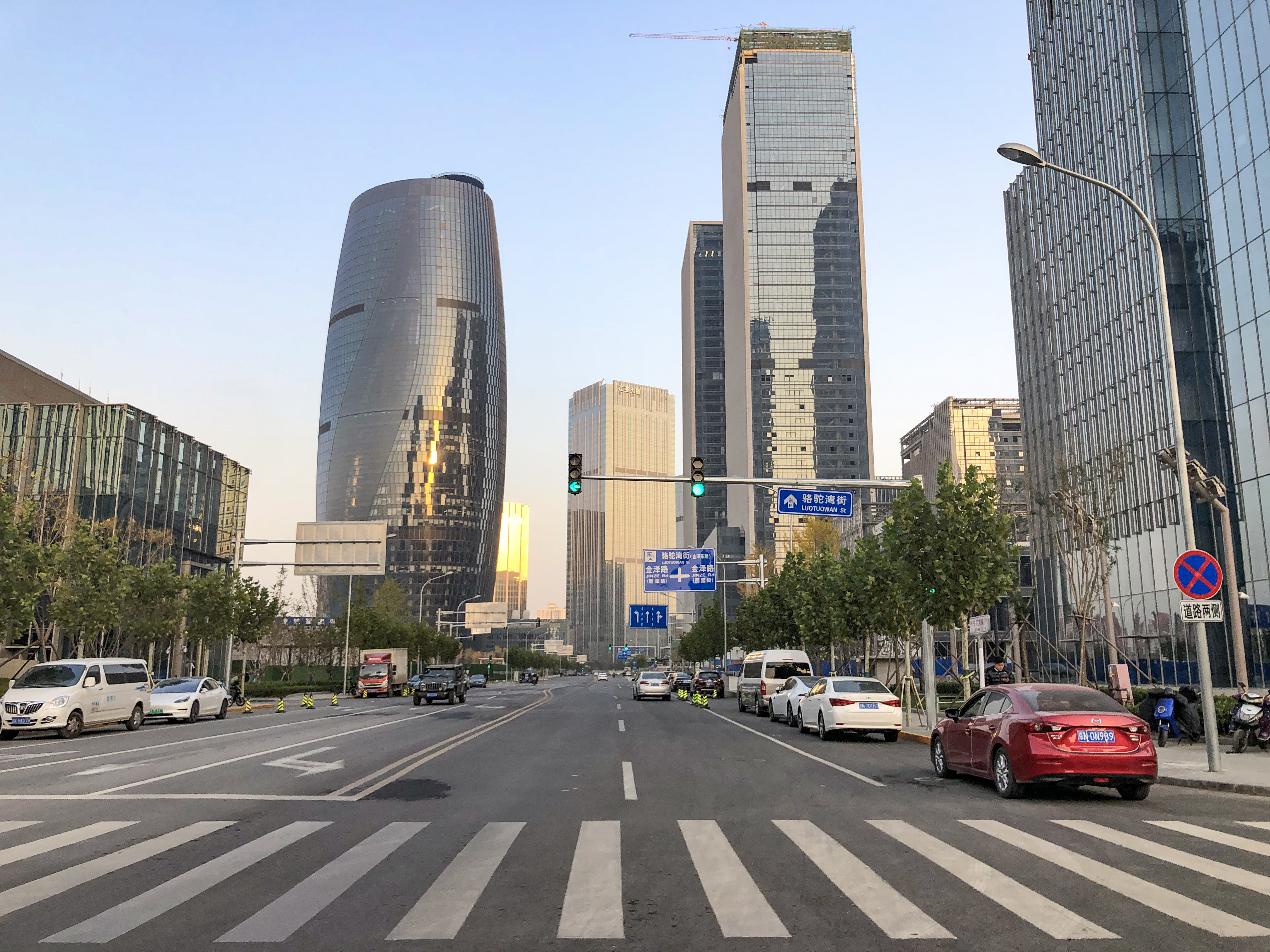
Via Luotuowan

Il distretto di Fengtai (cinese semplificato: 丰台区; cinese tradizionale: 豐台區; mandarino pinyin: Fēngtái Qū) è un distretto di Pechino. Ha una superficie di 305,80 km² e una popolazione di 2.112.000 abitanti al 2010.